# Trou-du-Nord
Trou-du-Nord – miasto w Haiti (Departament Północno-Wschodni). Liczy 44 498 mieszkańców (2009). Ośrodek przemysłowy.